# 京王1000系電車 (初代)

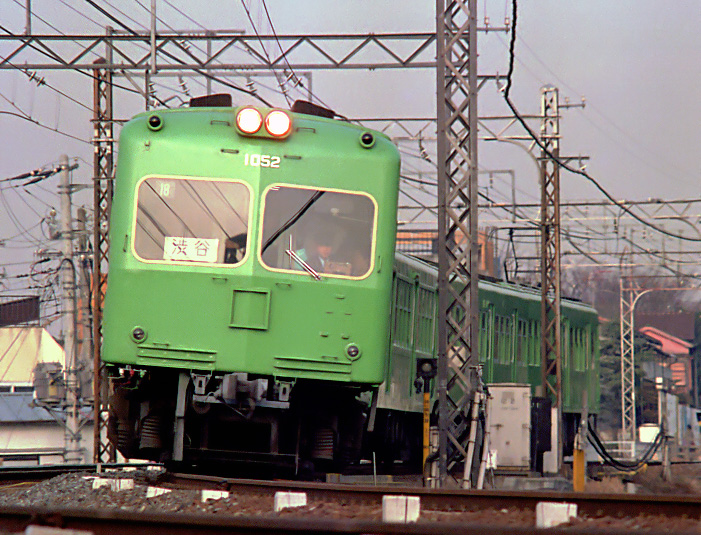
1000系（駒場東大前駅-神泉駅間、1978年）

京王1000系電車（けいおう1000けいでんしゃ）は京王帝都電鉄井の頭線で使用されていた通勤形電車である。

## 基本データ
- 形式：デハ1000形・デハ1050形
- 製造初年度：1957年
- 製造事業者：東急車輛製造
- 車体全長：18m
- 主電動機：TDK823/1-B 75kW → 90kW（5両化時）
- 台車：TS-307、TS-307A
- 制御装置：東洋電機製 ES-564-A
- 駆動方式：平行カルダン駆動
- 歯車比：84:11 = 1:7.64

## 概要
1957年に登場した全鋼製の車両で、井の頭線初の高性能車である。京王線用車両である京王2000系の井の頭線版として登場した。主電動機出力は、初期の私鉄高性能車では標準的な75kWである。吉祥寺方のデハ1000形（初代）と渋谷方のデハ1050形（初代）の2形式からなり、デハ1000形に制御装置とパンタグラフを、デハ1050形に補器類を搭載している。
本系列を含めたグリーン車の共通事項については別項も参照。

## 外見
- 18m車。
- 正面は二枚窓の湘南スタイルを採用。
- ライトグリーンに塗装されていた。通称「グリーン車」。
- 前照灯は大型白熱灯1灯。後にシールドビーム2灯。
- d1D3D3D2の片開き3扉。
- 初期車9両は、京王線2000系の車幅を拡大してアンチクライマーを装備したイメージ。後期車3両は2010系後期車の車幅拡幅のイメージ。
- 正面行先表示は差込式。後に車掌台側室内差込式に変更。デハ1003とデハ1054は従来の板受け枠を撤去。
- 井の頭線は1000系、京王線は2000系が登場したことにより、京王全体で新車のデザインはほとんど統一された。しかし次世代車である井の頭線3000系と京王線初代5000系はお互いのデザインに独自の分化が発生し、その後の井の頭線と京王線は現在にいたるまで、異なる意匠の車両が続いている。

## 歴史

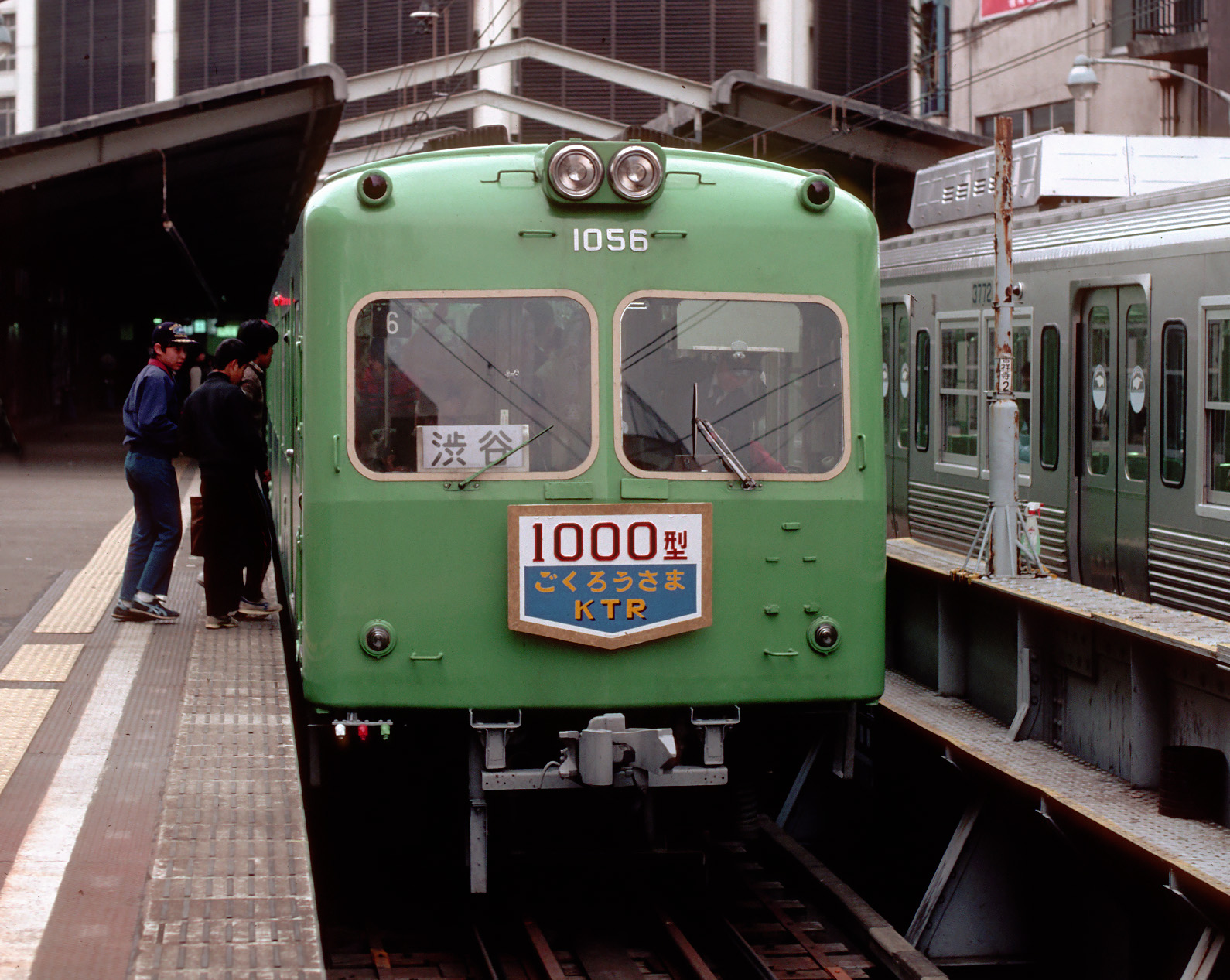
さよなら運転（吉祥寺駅、1984年）

- 1957年：デハ1000形1001～1006、デハ1050形1051～1053を製造。1051-1001+1004、1052-1002+1005、1053-1003+1006で運用についた。1051-1001～1053-1003はMMユニット、1004～1006は単M。
- 1961年：デハ1050形1054～1056増備。2+2の4両編成となる。この3両は正面のアンチクライマーがない。
- 1969年：中間に組み込まれていたデハ1000形の偶数番号車とデハ1050形の奇数番号車を中間車化改造し、4両貫通編成となる。
- 1975年：サハ1300形1303～1305が組み込まれ、4M1Tの5両編成となる。
- 1984年3月：3000系増備に伴い廃車。引退時にさよなら運転が行われた。台車・主電動機は2010系の車体と組み合わされ伊予鉄道800系に流用されている。